# Gradierwerke (Ciechocinek)

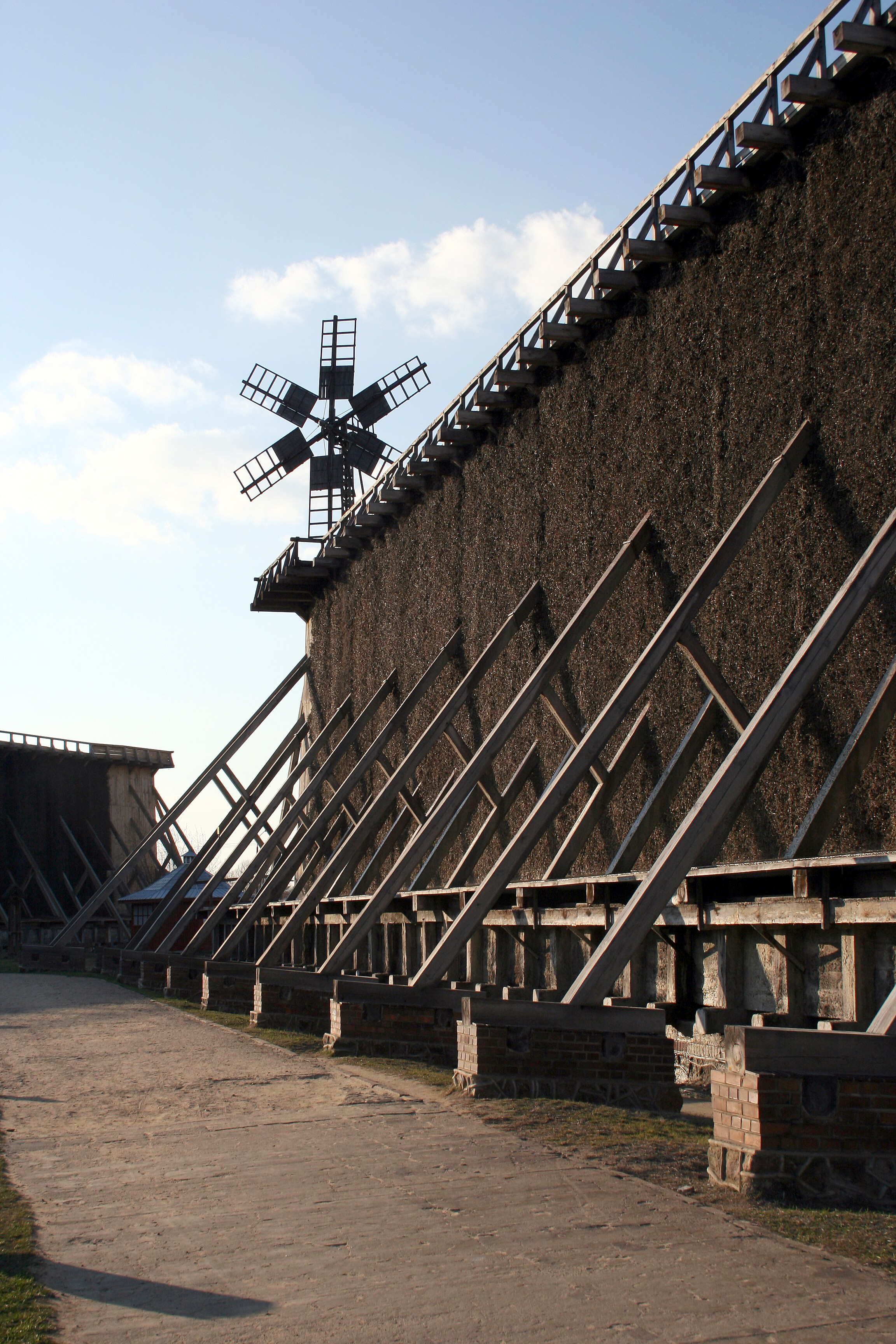
Gradierwerk Nr. 3 mit der Windmühle

Die Gradierwerke in Ciechocinek sind drei Gradierbauten, die im 19. Jahrhundert in Ciechocinek in der polnischen Woiwodschaft Kujawien-Pommern erbaut wurden. Sie sind die größte Holzkonstruktion dieser Art in Europa. Der Gebäudekomplex, bestehend aus den Gradierwerken, der Saline sowie dem Tężniowy- und dem Zdrojowy-Park, ist eines der polnischen Geschichtsdenkmäler.

## Geschichte
Die Gradierwerke wurden von Johann Jacob Graff, Professor an der Bergbauakademie Kielce, entworfen. Sie entstanden an den Solequellen, die hier erst in der zweiten Hälfte des 18. Jahrhunderts bekannt wurden; die lokale Bevölkerung hatte sich jedoch bereits im 13. Jahrhundert aufgrund einer Erlaubnis von Konrad von Masowien mit der Salzgewinnung und dem Salzsieden befasst.
Das Gradierwerk Nr. 1 mit einer Länge von 648 Metern und einer Kapazität von 5.000–5.800 m³ und das Gradierwerk Nr. 2 mit einer Länge von 719 Metern und einer Kapazität von ca. 6.000–6.300 m³ wurden in den Jahren 1824–1828 erbaut. Das Gradierwerk Nr. 3 mit einer Länge von 333 Metern und einer Kapazität von ca. 2.900 m³ entstand im Jahr 1859. Die Basis der Gradierwerke bilden etwa 7.000 in den Boden hineingeschlagene Eichenpfähle, auf denen sich eine mit Schwarzdorn verfüllte Fichten-Kiefern-Konstruktion befindet, an der die Sole herunterfließt. Die Gradierwerke sind hufeisenförmig aufgestellt, haben jeweils eine Höhe von 15,8 Metern und ihre Gesamtfläche beträgt 1.741,5 m². Die Sole mit einem Salzgehalt von 5,8 % wird aus der Quelle Nr. 11 (dem sogenannten Grzybek-Brunnen) ausgepumpt und auf die Spitze des Gradierwerks in spezielle Behälter hineingedrückt. Die Sole tropft durch den Schwarzdorn und verdunstet unter dem Einfluss von Wind und Sonne, wodurch ein Mikroklima entsteht, das reich an Jod, Natrium, Chlor und Brom ist. Dadurch bildet sich hier ein natürliches therapeutisches Inhalatorium.
Die Gradierwerke bilden die zweite Stufe des Produktionsprozesses von Salz, in der die Salzkonzentration der Sole schrittweise ansteigt. Die niedrigste Salzkonzentration beträgt 9 % auf dem Gradierwerk Nr. 1, auf dem Gradierwerk Nr. 3 liegt sie bei 16 % und die höchste Salzkonzentration von 30 % befindet sich auf dem Gradierwerk Nr. 2. Von dort fließt die Sole durch die Rohrleitungen zu den Salinen (dritte Stufe der Salzproduktion), wo Salz, Salzschlamm und heilende Salzlauge produziert werden. In der ersten Stufe des Produktionsprozesses von Salz wird die Sole aus der Quelle Nr. 11 Grzybek-Brunnen gepumpt. Die Gradierwerke wirken dabei auch wie ein riesiger Luftfilter. 1996 wurden in Schlamm und Salz aus den Gradierwerken in Ciechocinek radioaktive Cäsiumisotope (Cs-134 und Cs-137) aus der Nuklearkatastrophe von Tschernobyl (1986) entdeckt; ihre Konzentration war aber für die Gesundheit nicht gefährlich.
2017 wurden die Gradierwerke, die Saline sowie der Tężniowy- und der Zdrojowy-Park in die Liste der polnischen Geschichtsdenkmäler eingetragen.
Im Jahr 2019 erhielt der Kurort Ciechocinek eine Förderung von 15 Millionen Zloty aus europäischen Mitteln für die Renovierung der Gradierwerke (Gesamtkosten der Renovierung: 21,6 Millionen Zloty).
Das Projekt „Modernisierung und Erweiterung der Infrastruktur der Gradierwerke in Ciechocinek“ umfasst die Renovierung des Gradierwerks Nr. 1 (Auswechseln von Schwarzdorn), des Gradierwerks Nr. 3 (allgemeine Renovierung: Auswechseln von Strukturteilen und Verstärkung von Fundamenten) und des Gebäudes des Solepumpwerks sowie der Pfade und des Gebiets um die Gradierwerke und das Solepumpwerk. Es werden auch Gartenarbeiten an Grünflächen durchgeführt und eine Installation zur Beleuchtung der Gradierwerke eingerichtet. Die Arbeiten sollen von März 2020 bis Dezember 2021 dauern und begannen mit dem Gradierwerk Nr. 3. Im Juni 2023 wurde das Gradierwerk mit einer Gesamtlänge von fast 1750 m nach dreijähriger Renovierungsarbeit wiedereröffnet.

## Galerie

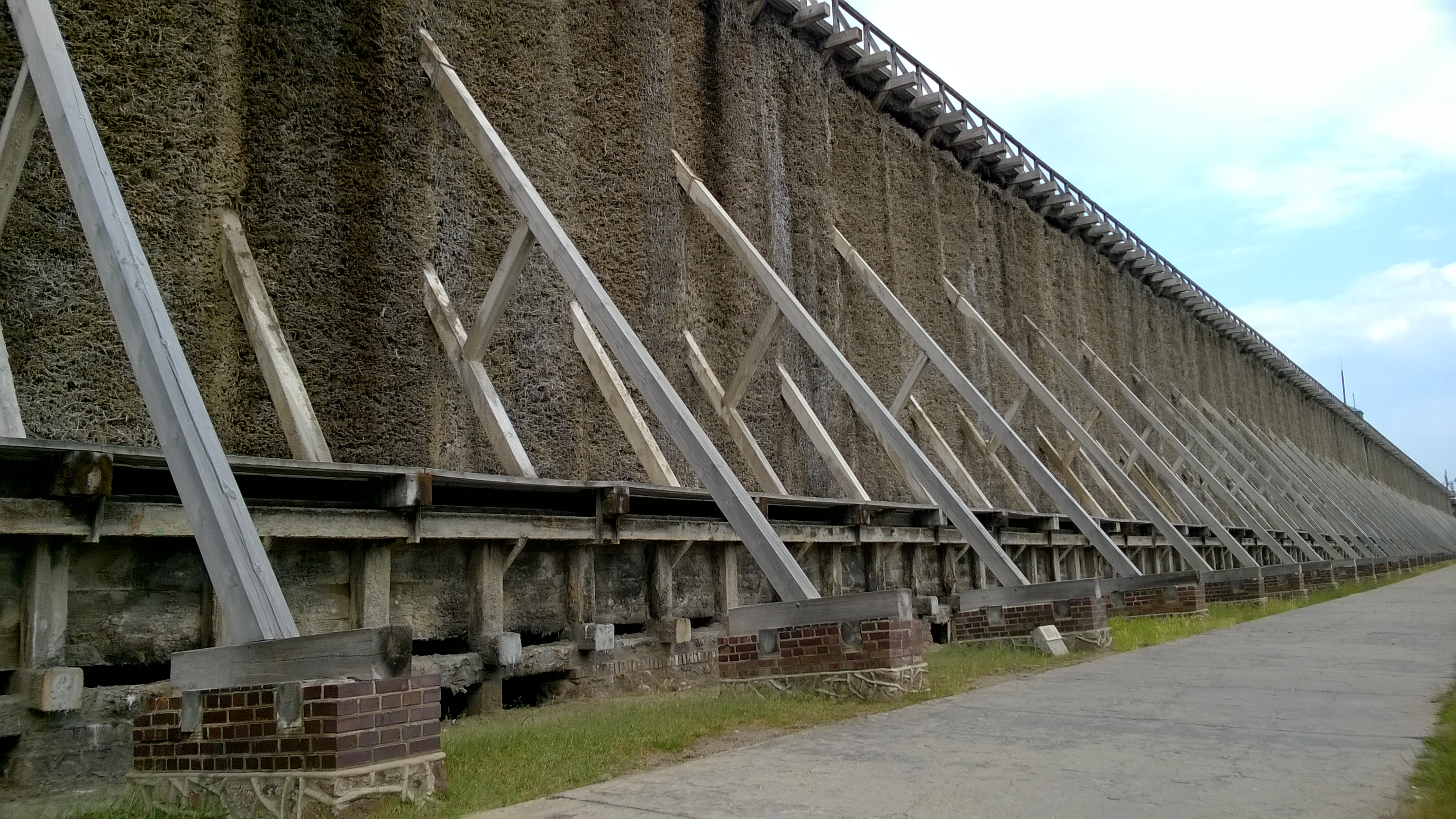
Gradierwerk Nr. 3
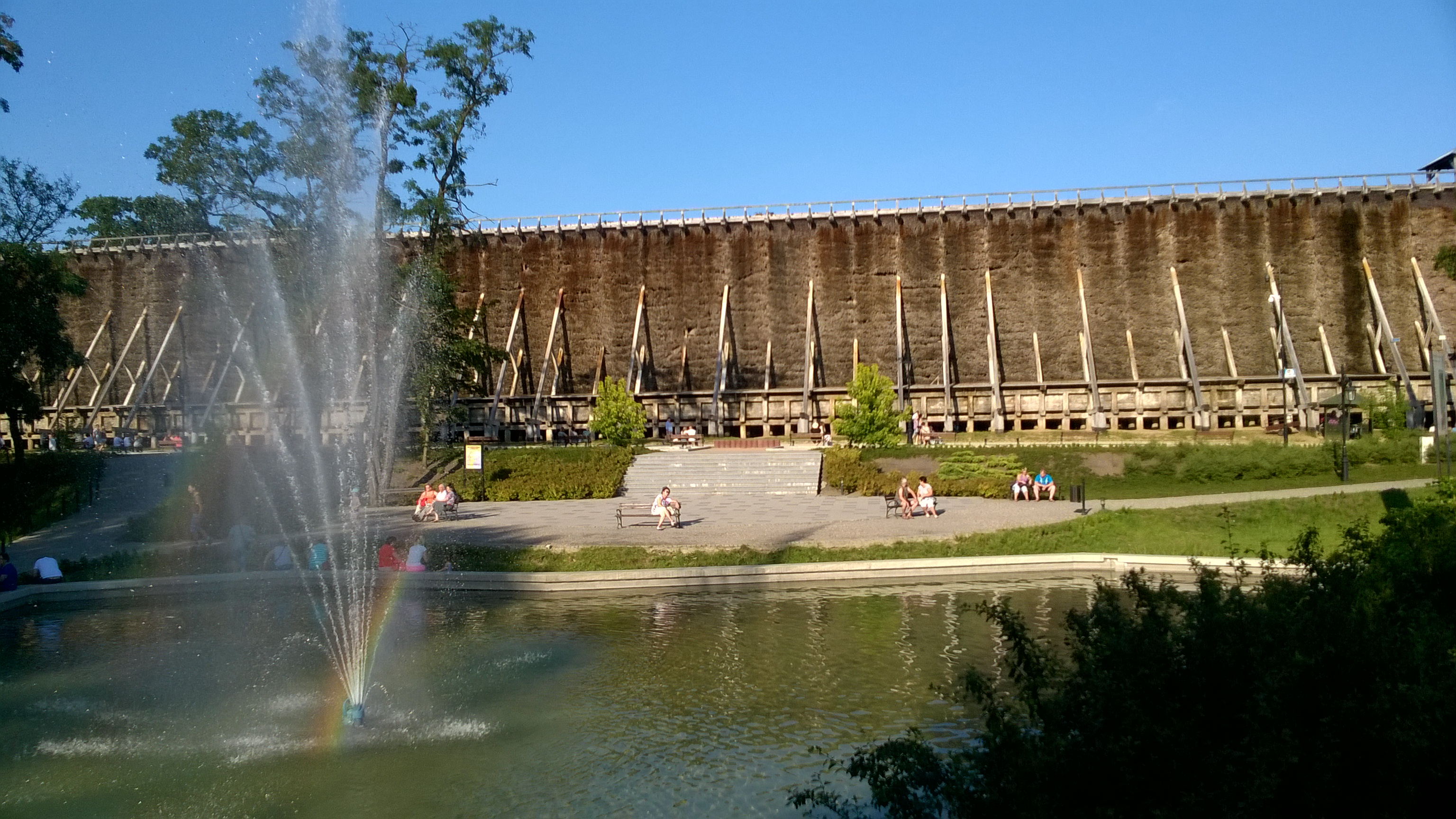
Gradierwerk Nr. 1
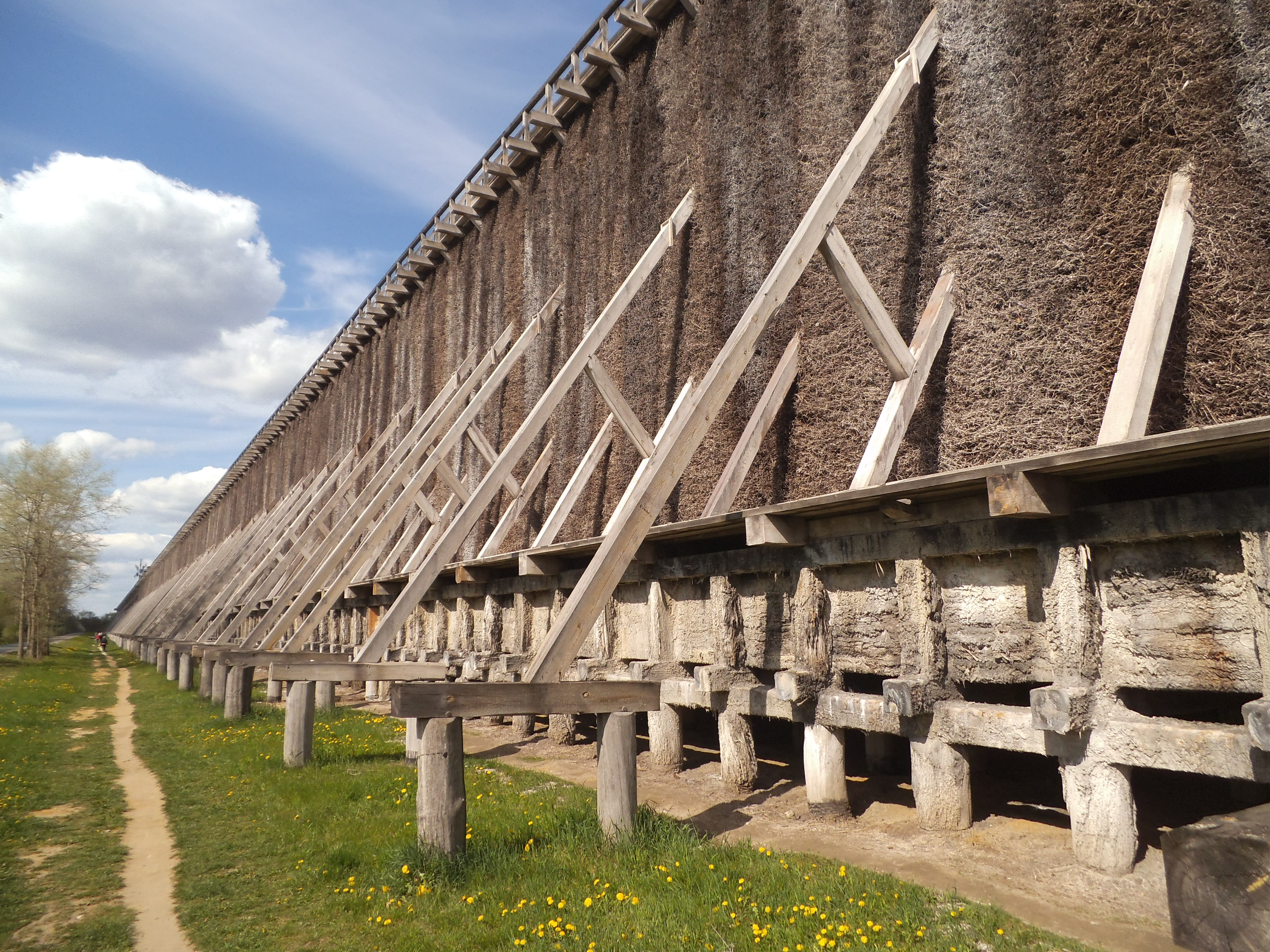
Gradierwerk Nr. 2